# Trolleflod
Trolleflod este o arie protejată (arie specială de conservare — SAC, sit de importanță comunitară — SCI, arie de protecție specială avifaunistică — SPA) din Suedia întinsă pe o suprafață de 119,4 ha, integral pe uscat.

## Localizare
Centrul sitului Trolleflod este situat la coordonatele 58°50′00″N 15°23′52″E / 58.8334°N 15.3977°E.

## Înființare
Situl Trolleflod a fost declarat sit de importanță comunitară în ianuarie 2002 pentru a proteja 2 specii de plante și 5 specii de animale. Alte tipuri de protecție:
- arie de protecție specială avifaunistică (în aprilie 2004)[2]
- arie specială de conservare (în martie 2011)[1][3][4]

## Biodiversitate
Situată în ecoregiunea boreală, aria protejată conține 3 habitate naturale: Mlaștini turboase de tranziție și turbării mișcătoare, Mlaștini împădurite, Taiga vestică.
La baza desemnării sitului se află mai multe specii protejate:
- plante (2): Buxbaumia viridis, Herzogiella turfacea
- păsări (5): ciocănitoare neagră (Dryocopus martius), cocor (Grus grus), ciocănitoare de munte (Picoides tridactylus), cocoșul de mesteacăn (Tetrao tetrix tetrix),  cocoș de munte (Tetrao urogallus)